# Mitologia persană
Persia este numele grecesc pentru Iran, nume prin care această țară a fost cunoscută până în 1935.
Bazată pe o luptă permanentă între bine și rău, între Ahura Mazda și Angra Maynu, mitologia persană este una plină de mister și de taine. Panteonul persan este  foarte bogat, iar zeii sunt împărțiți în două grupe antitetice: zei buni și zei răi.
Mitologia persană este ansamblul de credințe și practici al grupului etno-lingvistic și cultural de oameni care locuiau în Antichitate în teritoriul de astăzi al Iranului. Mitologia persană s-a răspândit și în afara acestei țări până în Asia Centrală și până la Marea Neagră.  

## Fondul religios
Personajele din mitologia persană se împart aproape mereu în două tabere diferite. Ele sunt fie benefice fie malefice. Rezultatul permanentei lupte între bine și rău se bazează pe o concepție din Zoroastrism, cea a dublei creații a lumii. Ahura Mazda (Avestan sau Ohrmazd) și Amesha Spentas sunt sursele energiei constructive, pozitive, în timp ce Angra Mainyu și Daevas sunt sursele întunericului, distrugerii, sterilității și morții.
Aflat foarte des în limba persană "daeva" înseamnă "celest" sau "strălucitor"'. Aceste divinități erau venerate în religia mazdeismului înaintea zoroastismului, și erau ființe sacre. După reforma religioasă a lui Zarathustra termenul "daeva" a început, dimpotrivă, să fie asociat cu "demon" . 
Chiar și pe vremea aceea persanii care trăiau la sud de Marea Caspică au continuat să creadă în daeva și au rezistat presiunii de-a accepta Zoroastrianismul, iar legendele despre daeva au reușit să supraviețuiască până în ziua de azi. De exmplu, aceea legendă despre Div-e Sepid (daeva albă) de Mazandaran
Chiar mai mult de atât, Angra Mainyu în persană Ahriman, cândva un epitom Zoroastrian al răului, care in literatura Persană de mai târziu si-a pierdut sensul său original ajungând să fie descris ca div. Descrierea religioasă a lui Ahriman în era ce a urmat invaziei Islamice îl înfățișează pe acesta ca fiind un bărbat uriaș cu pilea foarte aspră si care are două coarne.

## Bine și rău

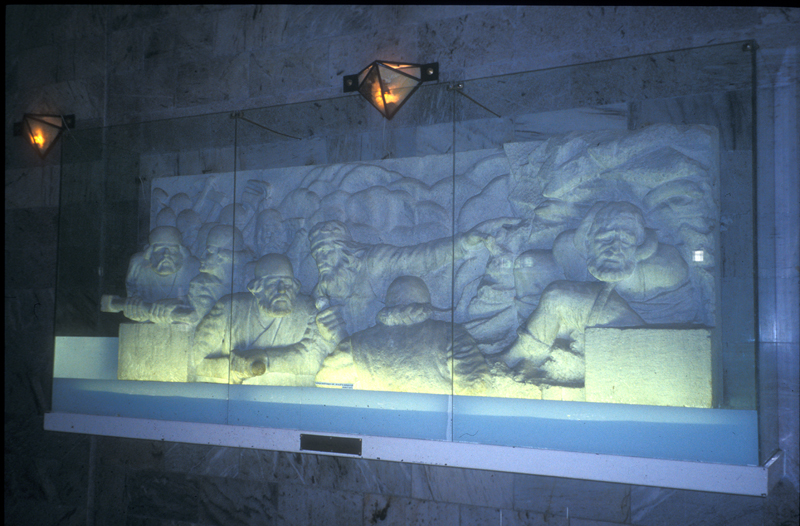
Basorelief în Tus reprezentând mituri populare din Iran.

Cel mai faimos personaj legendar din povestirile persane este Rostam. La polul opus se află Zahhak, un simbol al despotismului care în final a fost învins de Kaveh fierarul care a condus o răscoală a poporului împotriva lui. Zahhak era păzit de două vipere care creșteau  din umerii săi. Nu conta de câte ori erau decapitate, noi capete creșteau pentru a-l proteja. Sarpele, ca și în multe alte mitologii orientale, era un simbol al răului. Dar multe alte animale și păsări apar în mitologia iraniană și în mod special păsările reprezentau semne de bun augur. Cea mai vestită este Simorgh, o pasăre mare și puternică, Homa, pasărea regală a victoriei al cărei penaj împodobea coroanele și Samandar,  phoenix-ul.
Pari (Avestan: Pairika), considerată o femeie frumoasă dar totuși malefică în mitologia timpurie, treptat ea a devenit mai puțin rea si mult mai frumoasa până în perioada islamică când a devenit un simbol al frumuseții la fel ca și fecioarele din Paradis. Oricum, o alta femeie malefica, Patiareh, acum simbolizează prostituția.
- Zeii buni:
  - Ahura Mazda - zeul suprem, zeul cunoașterii
  - Ameretat - zeița nemuririi și a vegetației verzi
  - Anahita - zeița iubirii, a frumuseții și a fertilității
  - Apo - zeița apei
  - Ariștat - zeița cinstei
  - Armati - zeița devotamentului, credinței și venerării
  - Așa - zeul adevărului, al legii și al ordinii
  - Asuan - zeul cerului
  - Atar sau Atesh - zeul focului
  - Haoma - zeița ierbii secrete a nemuririi
  - Haurvatat - zeița prosperității
  - Hvarekșaeta sau Khurid - zeul soarelui
  - Khshathra - zeul suveranității oportune
  - Mithra - zeul loialității, al sincerității
  - Rașnaw - zeul dreptății
  - Rapithwin - zeul amiezei
  - Sraoșa - zeul supunerii, al fidelității și al rugăciunii
  - Tiștrya - zeul ploii
  - Tușnamatay - zeița meditației
  - Vata - zeul vântului
  - Verethragna sau Varhagn - zeul victoriei
  - Vohu Manah - zeul animalelor domesticite
  - Zam-Armatay - zeița pământului

- Zeii răi:
  - Angra Maynu sau Ahriman - zeul întunericului, marele spirit al răului
  - Aesma Daeva - zeul furiei și al răzbunării
  - Aka Manah - zeul desfrânării
  - Asto Vidatu -zeul morții
  - Drug - zeița minciunii
  - Indra - zeul revoltei, răzvrătirii și al apostaziei
  - Nanghaithya - zeița nemulțumirii, a supărării
  - Saurva - demon
  - Tawrich - zeița foamei
  - Zarich - zeița îmbătrânirii